# Kitzfüßige Mosaikschwanzratte
Die Kitzfüßige Mosaikschwanzratte (Melomys cervinipes) ist einer der größten Vertreter aus der Gattung der Mosaikschwanzratten.
Der Artzusatz im wissenschaftlichen Namen ist aus den lateinischen Worten cervinus (Rothirschfarben) und pes (Fuß) gebildet.

## Aussehen
Die Kitzfüßige Mosaikschwanzratte hat ein bräunliches bis rotes Fell und der Bauch ist weiß. Die Körperlänge beträgt zwischen 9 und 17 Zentimeter, der Schwanz ist mit kleinen Schuppen versehen, die wie ein Mosaik angeordnet sind, und ist 11 bis 17 Zentimeter lang. Der Körperbau ist gedrungen und die Ohren liegen eng an.

## Verbreitung und Lebensraum

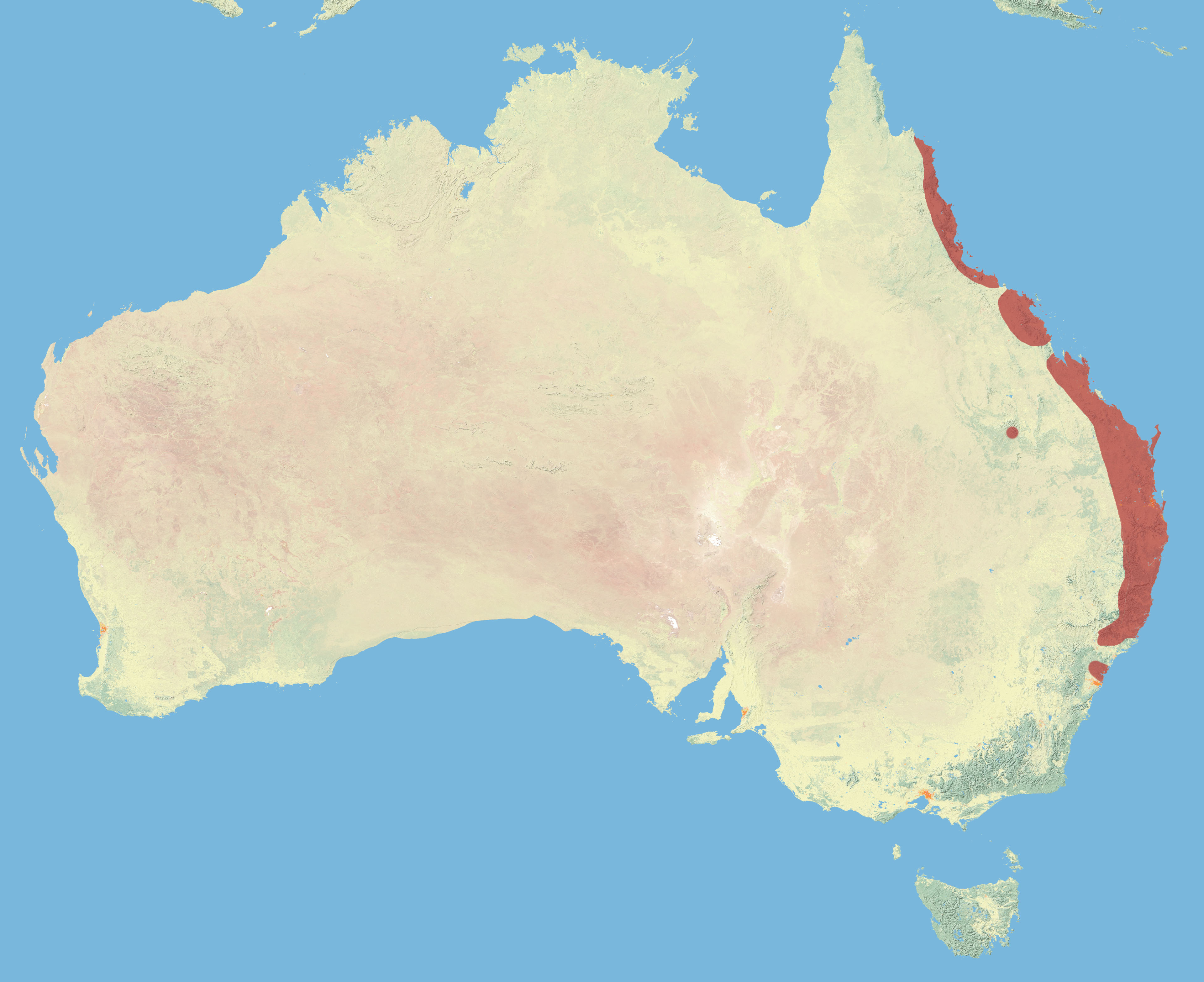
Verbreitungskarte der Mosaikschwanzratte

Das Verbreitungsgebiet dieser Art sind die Tropenwälder Australiens von Queensland und New South Wales. Die Tiere halten sich oft in der Nähe von kleineren Gewässern auf.

## Lebensweise
Die sehr aktiven Kletterer verbringen ihre Ruhephasen meist in Nestern, welche sie aus Gräsern und Blättern auf Schraubenpalmen bauen. Ihre Nahrung besteht vor allem aus Pflanzensamen und Früchten.

## Fortpflanzung
Ihre Fortpflanzungsperiode haben diese Tiere in der Regenzeit, meist von November bis April. Das Weibchen bringt pro Wurf bis zu 4 Junge zu Welt.

## Gefährdung
Da für diese Art keinerlei Bedrohungen bekannt sind und sie auch in Schutzgebieten vorkommt, wird sie von der IUCN als ungefährdet (Least Concern) gelistet.